# San Juan Yatzona
San Juan Yatzona è un comune del Messico, situato nello stato di Oaxaca.